# Rhizelmis nigra
Rhizelmis nigra är en skalbaggsart som beskrevs av Chandler. Rhizelmis nigra ingår i släktet Rhizelmis och familjen bäckbaggar. Inga underarter finns listade i Catalogue of Life.